# Jane Janew
Jane Georgiew Janew, bułg. Яне Георгиев Янев (ur. 22 kwietnia 1971 w Sandanskim) – bułgarski polityk i ekonomista, deputowany do Zgromadzenia Narodowego 40. i 41. kadencji, współzałożyciel i lider partii Porządek, Prawo i Sprawiedliwość (RZS).

## Życiorys
Absolwent inżynierii rolnictwa na Uniwersytecie Rolniczym w Płowdiwie, ukończył również studia z zakresu ekonomii i zarządzania. Na początku lat 90. dołączył do jednego z ugrupowań nawiązujących do Bułgarskiego Ludowego Związku Chłopskiego. Pełnił funkcję przewodniczącego rady doradczej frakcji parlamentarnej tego ugrupowania. Wycofał się z działalności partyjnej w 1997 po konflikcie z Anastasiją Dimitrową-Moser, przez kilka lat zarządzał fabryką konserw. W 2000 powołał stronnictwo NS-BZNS. W 2005 dołączył z nim do Zjednoczonych Sił Demokratycznych, uzyskując mandat posła 40. kadencji. W 2005 jego ugrupowanie przekształciło się w partię Porządek, Prawo i Sprawiedliwość, w której objął funkcję sekretarza generalnego. W 2006, po rezygnacji Georgiego Markowa, został nowym liderem tej formacji. W 2009 kierowana przez niego partia, głosząc hasła antykorupcyjne, przekroczyła próg wyborczy do Zgromadzenia Narodowego. Uzyskała 10 mandatów, z których jeden przypadł jej liderowi. Wkrótce partia na skutek rozpadu utraciła klub parlamentarny. W 2011 Jane Janew ogłosił swoją rezygnację z przywództwa w RZS (ostatecznie jednak pozostał liderem tej partii), a w 2013 znalazł się poza parlamentem. W 2015 objął stanowisko doradcy premiera Bojka Borisowa do spraw zwalczania korupcji.